# Canscora roxburghii
Canscora roxburghii är en gentianaväxtart som beskrevs av George Arnott Walker Arnott och Friedrich Anton Wilhelm Miquel. Canscora roxburghii ingår i släktet Canscora och familjen gentianaväxter. Inga underarter finns listade i Catalogue of Life.